# Den mörka sanningen
Den mörka sanningen är en fristående roman av Margit Sandemo. Det bliv publicerad år 2001 på svenska och norska. Den boken handlar om en nittonårig flickan vid namn Cornelia Weding, vars styvmoders släkt bär på en familjehemlighet.